# Burg Renfrizhausen
Die Burg Renfrizhausen ist eine abgegangene Höhenburg bei 584,5 m ü. NN auf dem „Burgstall“ bei dem Ortsteil Renfrizhausen der Stadt Sulz am Neckar im Landkreis Rottweil in Baden-Württemberg.
Die Burg war im Besitz Herren von Renfrizhausen und 1860 waren auf dem heutigen Burgstall noch Reste einer Burg zu erkennen. Heute sind von der ehemaligen Burganlage noch Gräben und Mauerreste erhalten.